# Marwino
Marwino – część wsi Mały Płock w Polsce położona w województwie podlaskim, w powiecie kolneńskim, w gminie Mały Płock.

## Historia
W latach 1921–1939 wieś leżała w województwie białostockim, w powiecie kolneńskim (od 1932 w powiecie ostrołęckim), w gminie Mały Płock.
Według Powszechnego Spisu Ludności z 1921 roku zamieszkiwało tu 170 osób, 129 było wyznania rzymskokatolickiego a 41 mojżeszowego. Jednocześnie 153 mieszkańców zadeklarowało polską przynależność narodową a 17 żydowską. Było tu 23 budynki mieszkalne. Miejscowość należała do parafii rzymskokatolickiej w Małym Płocku. Podlegała pod Sąd Grodzki w Kolnie i Okręgowy w Łomży; właściwy urząd pocztowy mieścił się w m. Mały Płock.
W wyniku napaści ZSRR na Polskę we wrześniu 1939 znalazła się pod okupacją sowiecką. 2 listopada została włączona do Białoruskiej SRR. 4 grudnia 1939 włączona do nowo utworzonego obwodu białostockiego. Od czerwca 1941 roku pod okupacją niemiecką. 22 lipca 1941 r. włączona w skład okręgu białostockiego III Rzeszy.
Większość miejscowych Żydów w lipcu 1941 Niemcy wymordowali w ramach zbrodni w Mściwujach.